# IP 단편화
IP는 IP 단편화를 통해 데이터그램의 크기를 MTU이하로 작게 만들어 전송할 수 있도록 한다. RFC 791은 IP 단편화, 데이터그램의 전송, 재조립을 위한 프로시져를 기술한다. RFC 815는 호스트에서 쉽게 구현할 수 있는 간단한 재조립 알고리즘을 기술한다. Identification 필드와 Fragment offset 필드는 Don't Fragment 플래그, More Fragment 플래그와 함께 IP 데이터그램의 단편화와 재조립을 위해 사용된다.
라우터가 다음 홉의 MTU보다 큰 크기의 PDU을 수신했을 때, 라우터에게는 두 가지 선택이 가능하다. 먼저 해당 PDU를 폐기하고 "Packet too Big"을 의미하는 ICMP 메시지를 보내는 방법이 있고, 다른 방법으로 IP 패킷을 단편화하여 MTU보다 작은 링크를 통해 패킷을 전송하는 방법이 있다.
수신자가 단편화된 IP 패킷을 받았을 때, 이 호스트는 해당 IP 패킷을 재조립하여 상위 계층으로 전달해야 한다. 재조립은 오직 수신 호스트에서만 이루어진다. RFC 815는 IP 데이터그램의 재조립을 위한 간단한 알고리즘을 소개한다. 단편화 기법의 상세 동작 및 단편화를 위한 구조적인 접근은 IPv4와 IPv6에서 각각 다르다. IPv4와 IPv6는 서로 다른 헤더 필드를 가지지만, 단편화를 위한 필드는 유사하다. 따라서 단편화 및 재조립 알고리즘은 쉽게 재사용될 수 있다.
단편화된 패킷들이 유실되고 TCP와 같은 프로토콜에서 이들 단편들에 대한 재전송을 요구할 경우, IP 단편화는 상당한 재전송을 일으키게 된다. 그러므로 IP 데이터그램의 크기를 정하기 전, 송신자는 일반적으로 두 가지 방법을 사용한다. 첫 번째는 IP 데이터그램의 크기를 첫 번째 홉의 MTU와 같게 하는 방법이 있다. 두 번째 방법은 RFC 1191에 기술된 Path MTU discovery 알고리즘을 사용하여 두 호스트간 path MTU을 구하여 IP 단편화를 피하는 방법이 있다.

## 같이 보기
- 프로토콜 데이터 단위

## 관련 문헌
1. ↑  Christopher A. Kent, Jeffrey C. Mogul, Fragmentation Considered Harmful 보관됨 2008-02-10 - 웨이백 머신